# Francisco Antonio de Lorenzana
Francisco Antonio de Lorenzana y Butrón (Leão, 22 de setembro de 1722 - Roma, 17 de abril de 1804) foi um cardeal, historiador, litúrgico e humanista ilustrado espanhol.

## Biografia
Fez seus estudos primários no Colégio dos Jesuítas, em León e depois estudou no mosteiro beneditino, em Espinareda, El Bierzo (humanidades e filosofia); mais tarde frequentou a Universidade de Valladolid (teologia), a Universidade de Ávila (utroque iure, em direito canônico e civil) e, finalmente, no Colégio San Salvador e no Colégio de Oviedo, na Universidade de Salamanca (terminou seus estudos em teologia e direito canônico e civil). Tornou-se membro da Congregação Mariana (ou Sodalícia de Nossa Senhora).
Em 1751 obteve por oposição o título de doutor canônico da Catedral de Siguenza, e recebeu o presbitério no mesmo ano. Fez um inventário de livros e documentos da catedral. No ano seguinte, opôs-se, sem sucesso, à doctoralía de Múrcia; e em 1753, para a penitenciária de Salamanca, que também fracassou. Em Toledo em 1754, foi o cônego de seu Capítulo da Catedral; mais tarde, seu reitor e vigário-geral por vários anos, além de abade de São Vicente. Foi nomeado para o episcopado pelo rei Dom Carlos III.

## Episcopado
Eleito bispo de Plasencia em 5 de junho de 1765, recebeu a ordenação episcopal em 11 de agosto do mesmo ano, na Igreja de São Tomás, dos frades dominicanos, em Madrid, por Manuel Quintano Bonifaz, arcebispo titular de Farsalo e coadministrador de Toledo e Inquisidor-geral, assistido por Juan Manuel Argüelles e por Felipe Pérez Santa María, bispos auxiliares de Toledo, mas nunca tomou posse da Diocese de Plasencia.
Promovido à Arquidiocese da Cidade do México em 14 de abril de 1766, no mesmo dia foi-lhe concedido o pálio. Apoiou a expulsão da Companhia de Jesus, com o qual colidiu desde o início, a partir dos domínios espanhóis ordenados pelo rei Carlos III em 1767. Tentou reformar os estatutos dos conventos de freiras. Ele reuniu e publicou os atos dos três primeiros concílios provinciais do México celebrados em 1555, 1565 e 1585, respectivamente (México, 1769-70). Em 1771, convocou o quarto concílio provincial que durou de 13 de janeiro a 26 de outubro; ele enviou seus decretos a Madri para confirmação, mas eles não foram aprovados nem pelo monarca nem pelo papa e nunca foram publicados. Ele anotou e publicou profusamente a Historia de Nueva España, escrita por Hernán Cortés, o conquistador do México, que incluiu a primeira edição mexicana de Cartas de Relación, com mapas importantes. Fomentou a elaboração de gramáticas indígenas, projetos urbanos e diversas escavações e estudos relacionados às antiguidades mexicanas; ele também produziu vários catecismos para pastores paroquiais e crianças. O arcebispo também reuniu uma interessante coleção de objetos etnográficos dos índios da Califórnia; Pinturas de mestiçagem feita em Puebla de los Ángeles; cerâmica de Tonalá (Guadalajara) e cochos de Michoacán, que ele mudou para Toledo, onde foram dispersos para diferentes Instituições.
Transferido para a Arquidiocese de Toledo em 27 de janeiro de 1772, lá reuniu uma grande biblioteca e construiu um edifício funcional para ela; Ele coletou 379 incunabili, quase 1000 manuscritos de os séculos XI a XIX e mais de 100 mil livros impressos entre os séculos XVI e XIX, que constituíram o núcleo da atual grande Biblioteca de Castilla-La Mancha. O arcebispo Lorenzana procurou e preparou a edição dos antigos escritores hispano-latinos de Toledo, que foi publicada sob o título Ópera de Patrum Toletanorum (Madrid, 1782-1793). Ele também preparou a edição do breviário gótico de rito moçárabe, Breviarium Gothicum (Madrid, 1775), e o missal moçárabe Missale Gothicum (Roma, 1804). Nas introduções a essas obras, elaborou com grande erudição a liturgia moçárabe. Ordenou a composição das chamadas Descripciones o Relaciones de Lorenzana (1784), um questionário de quatorze perguntas a serem respondidas por vigários, juízes eclesiásticos e párocos da arquidiocese a reunir informações de toda a arquidiocese, sobre temas tão variados como os sistemas de cultivos, limitações climáticas, comercialização de produtos, a excelência de suas águas ou a doença mais comum sofrida por seu povo, entre outras informações principalmente de natureza geográfica. O manuscrito com as respostas está preservado no Arquivo Diocesano de Toledo. Ele também criou um escritório de história natural e um museu de antiguidades. Além disso, encarregou o acadêmico de Alicante Ignacio Haan da construção da Pontifícia Universidade de Santa Catalina e com a reabilitação do palácio arquiepiscopal, bem como a construção do Nuevo Nuncio e da Puerta Llana da catedral. A Biblioteca, de grande importância e ampliada com os fundos dos jesuítas secularizados, foi enriquecida com o Fuero Juzgo (um códice das leis espanholas promulgadas em Castela em 1241 por Don Fernando III. É essencialmente uma tradução do Liber Iudiciorum que foi formulado em 654 pelos visigodos).

## Cardinalato
Foi criado cardeal-presbítero no Consistório de 30 de março de 1789. O Papa Pio VI enviou-lhe o barrete vermelho com Ablegato Francesco Santacroce com um bula apostólica de 3 de abril de 1789; o ablegato chegou a Madri no dia 24 de maio seguinte, então recebeu o barrete cardinalício, juntamente com o novo cardeal Antonino de Sentmenat y Castellá, na capela real, de Don Carlos IV, em 26 de maio, na presença de toda a corte; recebeu o título de Santos XII Apóstolos em 24 de julho de 1797. Generosamente ajudou o clero francês exilado durante a Revolução, recebendo centenas deles em Toledo. Foi o Inquisidor-geral da Espanha, entre 29 de julho de 1794 e 1797, sempre agindo com moderação. Em 1794, o rei Carlos IV enviou-o como enviado especial perante o Papa Pio VI, que estava passando por momentos difíceis em Roma, especialmente durante a invasão francesa da cidade em 1797, e o cardeal acompanhou o pontífice em seu exílio e morte em Valence, na França, em 1799. Renunciou ao governo da arquidiocese em 15 de dezembro de 1800, para permanecer com o novo Papa Pio VII em Roma como um de seus conselheiros mais próximos.
Morreu em 17 de abril de 1804, em Roma. Foi velado na Basílica dos Ss. XII Apostoli, onde ocorreu o funeral e foi enterrado em um soberbo mausoléu de mármore no igreja de Santa Croce in Gerusalemme, em Roma. Em 1956, seus restos mortais foram transferidos para a Catedral Metropolitana da Cidade do México.

### Conclaves
- Conclave de 1799-1800 - participou da eleição do Papa Pio VII.